# Contea di Tuscola
La contea di Tuscola, in inglese Tuscola County, è una contea dello Stato del Michigan, negli Stati Uniti. La popolazione al censimento del 2000 era di 58 266 abitanti. Il capoluogo di contea è Caro.

## Centri abitati

### Cities
- Caro (capoluogo)
- Vassar

### Villaggi
- Akron
- Cass City
- Fairgrove
- Gagetown
- Kingston
- Mayville
- Millington
- Reese
- Unionville